# 27 (tal)
27 er et ulige heltal og det naturlige tal, som kommer efter 26 og efterfølges af 28.

## Matematik
- Syvogtyve er et kubiktal, 3×3×3 = 33 = 27; ({\displaystyle {\sqrt[{3}]{27}}} = 3 )

## Andet
- 27 er atomnummeret på grundstoffet kobolt

| Matematik | Spire Denne artikel om matematik er en spire som bør udbygges. Du er velkommen til at hjælpe Wikipedia ved at udvide den. |

- Wikimedia Commons har flere filer relateret til 27 (tal)